# La Ferrière, Bern
La Ferrière là một đô thị ở huyện Courtelary ở bang Bern ở Thụy Sĩ. Đô thị này có diện tích 14,23 km², dân số năm 2005 là 544 người. Đô thị này nằm ở Bernese Jura (Jura Bernois) sử dụng tiếng Pháp.